# ژائو یینگ
ژائو یینگ (انگلیسی: Zhao Ying؛ زادهٔ ۱۶ مارس ۱۹۷۸) بازیکن زن هندبال اهل چین بود. وی در بازی‌های المپیک تابستانی ۱۹۹۶ شرکت کرده‌است.